# Front Popular Revolucionari de Manipur

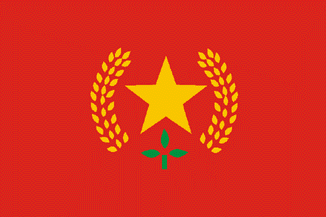
Bandera del FPRM.

El Front Popular Revolucionari de Manipur (FPRM) és l'ala política d'un moviment que fou creat per N. Bisheswar Singh amb el nom d'Exèrcit Popular Revolucionari de Manipur, el 25 de setembre de 1978.
Es declara revolucionari i interètnic i pretén unir meiteis, naga i kuki en un Manipur lliure.
D'antuvi s'aliaren amb el National Socialist Council of Nagalim aleshores encara nomenat Consell Nacional Socialista de Nagaland. Les seves accions s'iniciaren a la vall d'Imphal el 1978-79 amb forts atacs a les forces de seguretat (39 atacs). La mort d'alguns líders en combat (com el president Thoudam Kunjabehari el 1982) i la detenció d'altres (com Bishewar, detingut el 1981) li va fer perdre activitat militar en els vuitanta.
El 1989 es va formar l'ala política, el Revolutionary People's Front (RPF) que constituí un govern a l'exili de Bangladesh, dirigit per Irengbam Chaoren i començà una reestructuració del seu exèrcit.